# Première Division (Comore)
La Première Division è la massima competizione calcistica delle Comore, istituita nel 1979 dalla Federazione calcistica delle Comore.

## Albo d'oro
- 1979/80:  Coin Nord de Mitsamiouli
- 1980/81: Sconosciuto
- 1981/82: Sconosciuto
- 1982/83: Sconosciuto
- 1983/84: Sconosciuto
- 1984/85: Sconosciuto
- 1985/86:  Coin Nord de Mitsamiouli
- 1986/87: Sconosciuto
- 1987/88: Sconosciuto
- 1988/89: Sconosciuto
- 1989/90:  Coin Nord de Mitsamiouli
- 1990/91:  Etoile du Sud
- 1991/92:  Etoile du Sud
- 1992/93:  Zilimadjou
- 1993/94: Sconosciuto
- 1994/95:  Élan Club
- 1995/96:  Élan Club
- 1996/97: Sconosciuto
- 1997/98:  Zilimadjou
- 1998/99: Sconosciuto
- 1999/00: Sconosciuto
- 2000/01:  Coin Nord de Mitsamiouli
- 2001/02:  Fomboni
- 2002/03: Sconosciuto
- 2003/04:  Élan Club
- 2005:  Coin Nord de Mitsamiouli
- 2006:  AJSM
- 2007:  Coin Nord de Mitsamiouli
- 2008:  Etoile d'Or
- 2009:  Apaches Club
- 2010:  Élan Club
- 2011:  Coin Nord de Mitsamiouli
- 2012:  Djabal
- 2013:  Komorozine
- 2014:  Fomboni
- 2015:  Volcan Club
- 2016:  Ngaya Club
- 2017:  Ngaya Club
- 2018:  Volcan Club
- 2019:  Fomboni
- 2019-2020:  Zilimadjou[1]
- 2020-2021:  Zilimadjou
- 2021-2022:  Volcan Club
- 2022-2023:  Djabal
- 2023-2024:  Zilimadjou
- 2024-2025:  Zilimadjou

## Vittorie per squadra
| Squadra                  | Città       | Vittorie | Anni                                     |
| ------------------------ | ----------- | -------- | ---------------------------------------- |
| Coin Nord de Mitsamiouli | Mitsamiouli | 7        | 1980, 1986, 1990, 2001, 2005, 2007, 2011 |
| Zilimadjou               | Zilimadjou  | 6        | 1993, 1998, 2020, 2021, 2024, 2025       |
| Élan Club                | Mitsoudjé   | 4        | 1995, 1996, 2004, 2010                   |
| Fomboni                  | Fomboni     | 3        | 2002, 2014, 2019                         |
| Volcan Club              | Moroni      | 3        | 2015, 2018, 2022                         |
| Etoile du Sud            | Fomboni     | 2        | 1991, 1992                               |
| Ngaya Club               | Fomboni     | 2        | 2016, 2017                               |
| Djabal                   | Iconi       | 2        | 2012, 2023                               |
| AJSM                     | Mutsamudu   | 1        | 2006                                     |
| Etoile d'Or              | Mirontsy    | 1        | 2008                                     |
| Apaches Club             | Mitsamiouli | 1        | 2009                                     |
| Komorozine               | Domoni      | 1        | 2013                                     |